# Commonwealth Cup
Groupe 1
La Commonwealth Cup est une course hippique de plat se déroulant au mois de juin sur l'hippodrome d'Ascot en Angleterre, durant le meeting royal.
C'est une course de groupe I réservée aux chevaux de 3 ans, qui se court sur environ 1 200 mètres (6 furlongs). 
Créée en 2015, elle complète le programme des sprinters, n'étant ouverte qu'aux seuls 3 ans tandis que les Diamond Jubilee Stakes deviennent une épreuve réservée aux chevaux d'âge,. Sa dotation s'élève à £ 600 000.

## Palmarès
| Année | Vainqueur        | Pays        | Père              | Jockey               | Entraîneur       | Propriétaire                     | Deuxième          | Troisième        | Temps   |
| ----- | ---------------- | ----------- | ----------------- | -------------------- | ---------------- | -------------------------------- | ----------------- | ---------------- | ------- |
| 2025  | Time For Sandals | Royaume-Uni | Sands of Mali     | Richard Kingscote    | Harry Eustace    | D. Bevan                         | Arizona Blaze     | Rayevka          | 1'12"03 |
| 2024  | Inisherin        | Royaume-Uni | Shamardal         | Tom Eaves            | Kevin Ryan       | Cheikh M. Obaid Al Maktoum       | Lake Forest       | Jasour           | 1'12"51 |
| 2023  | Shaquille        | Royaume-Uni | Charm Spirit      | Oisin Murphy         | Julie Camacho    | Hughes, Rawlings & O'Shaughnessy | Little Big Bear   | Swingalong       | 1'13"15 |
| 2022  | Perfect Power    | Royaume-Uni | Ardad             | Christophe Soumillon | Richard Fahey    | Cheikh R. Dalmook Al Maktoum     | Flaming Rib       | Flotus           | 1'12"85 |
| 2021  | Campanelle       | États-Unis  | Kodiac            | Lanfranco Dettori    | Wesley Ward      | Stonestreet Stables Llc          | Dragon Symbol     | Measure of Magic | 1'16"67 |
| 2020  | Golden Horde     | Royaume-Uni | Lethal Force      | Adam Kirby           | Clive Cox        | Almohamediya Racing              | Kimari            | Ventura Rebel    | 1'14"56 |
| 2019  | Advertise        | Royaume-Uni | Showcasing        | Lanfranco Dettori    | Martyn Meade     | Phoenix Thoroughbred Racing 1    | Forever In Dreams | Hello Youmzain   | 1'11"88 |
| 2018  | Eqtidaar         | Royaume-Uni | Invincible Spirit | Jim Crowley          | Michael Stoute   | Hamdan Al Maktoum                | Sands of Mali     | Emblazoned       | 1'12"12 |
| 2017  | Caravaggio       | Irlande     | Scat Daddy        | Ryan Moore           | Aidan O'Brien    | D.Smith, S.Magnier, M.Tabor      | Harry Angel       | Blue Point       | 1'13"49 |
| 2016  | Quiet Reflection | Royaume-Uni | Showcasing        | Dougie Costello      | Karl Burke       | Ontoawinner & Strecker & Co      | Kachy             | Washington DC    | 1'14"50 |
| 2015  | Muhaarar         | Royaume-Uni | Oasis Dream       | Dane O'Neill         | Charles B. Hills | Hamdan Al Maktoum                | Limato            | Anthem Alexander | 1'12"50 |